# Helmiopsis hily
Helmiopsis hily är en malvaväxtart. Helmiopsis hily ingår i släktet Helmiopsis och familjen malvaväxter.

## Underarter
Arten delas in i följande underarter:
- H. h. boinensis
- H. h. hily